# Gandia
Gandia (Gandia en valencien et officiellement, Gandía en castillan, Gandie forme française historique mais vieillie), est une ville d'Espagne de la province de Valence dans la Communauté valencienne. Elle est le chef-lieu de la comarque de la Safor. Elle se trouve sur les rives du Serpis, petit fleuve dont le nom ancien était riu d'Alcoi, sa source se trouvant près de cette ville. Elle est située dans la zone à prédominance linguistique valencienne.
Jadis berceau d'Ausiàs March, de Joanot Martorell, de Joan Roís de Corella et de la famille des Borja (Borgia en italien), Gandia est de nos jours une importante station balnéaire, grâce à son Grau sur la côte méditerranéenne.

## Géographie

Localisation de Gandia
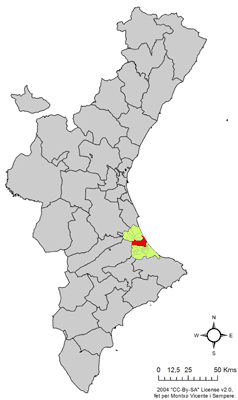
dans la Communauté valencienne.
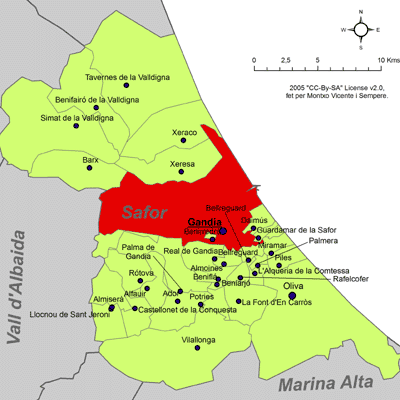
dans la comarque de la Safor.

Gandia est située au sud de la province de Valence, sur la côte méditerranéenne à 69,9 km de Valence. Le territoire communal est relativement plat dans le secteur proche du littoral, et montagneux à l'ouest, dans la partie qui pénètre dans les contreforts de la Sierra de Montdúver, alors qu'au sud-ouest on trouve la Sierra de la Falconera. Le fleuve Serpis traverse la commune de Gandia, pour aller déboucher dans la méditerranée, au sud du Grau de Gandia.
Le territoire communal de Gandia comporte également les différents noyaux de population :
- L'Ermita
- Barranc Blanc
- Corral del Moliner
- Grau y Platja
- Marxuquera Alta
- Marxuquera Baixa
- Meravelles-Cova Negra
- Mollo de La Creu
- Monte Pino
- Monte Sol
- Racó dels Frares
- Santa Marta
- Xauxa

### Quartiers
Administrativement, la Mairie de Gandia a divisé le noyau urbain de manière suivante : 
1. Grau, Venecia y Rafalcaíd.
2. Beniopa.
3. Benipeixcar.
4. Santa Ana (également connu sous le nom de Nazaret).
5. Marxuquera.
6. Corea.
7. Raval.
8. Centre historique.
9. Platja (Plage)
10. Plaza Elíptica, República Argentina.
11. Roís de Corella, Hospital.

Quant au codes postaux, on passa en 2005 de deux codes postaux: un pour Gandia (46700) et un autre pour le Grau et la Plage (46730) à cinq codes postaux. Désormais, la ville de Gandia est divisée en trois zones (46701, 46702, 46703), le Grau et la Plage gardent le même (46730) tandis que le 46700 était réservé pour les boites postales.

### Communes limitrophes
Gandia est entourée par les communes suivantes, toutes faisant partie de la province de Valence :
Ador, Almoines, Barx, Bellreguard, Benirredrà, Daimús, Guardamar de la Safor, Xeraco, Xeresa, Llutxent, Miramar, Palma de Gandía, Pinet et Real de Gandía.

## Histoire
- Origines

On a trouvé des restes remontant au Paléolithique, lors de fouilles archéologiques réalisées dans la cueva del Parpalló de les Meravelles et le Barranc del Llop. Elle fut habitée par l'homme de Cro-Magnon pendant plusieurs milliers d'années, du Gravettien au Magdalénien. Des objets ibériques ont été découverts également, et on a pu relever un processus de romanisation de la société locale de l’époque.
- La ville médiévale

Pour ce qui est de Gandia proprement dite, on n’en a pas de trace avant 1240, si ce n’est une ancienne alqueria (ferme) arabe, année au cours de laquelle le roi Jacques Ier a conquis le château de Bairén (es : Bayren). Au début du XIVe siècle Gandia n’était qu’une petite ville médiévale florissante, avec une économie étroitement liée à l’agriculture (principalement la canne à sucre), mais aussi au commerce et à l’artisanat. Ainsi, les premières années du XIVe siècle virent la construction d’un noyau urbain protégé par des remparts, endroit idéal pour rassembler les différents groupes dispersés dans toute la campagne environnante.
Le roi Jacques II légua Gandia à son fils, l’infant Pere, en 1323. À son tour, Alfons el Vell, fils de Pere, hérita de Gandia en 1359 et en fit un duché royal en 1399. Le nouveau duc, Alfons el Vell (Alphonse le Vieux), fit de Gandia sa résidence et la convertit en une cour prestigieuse, sur le modèle renaissant italien, dont sont issus les grandes figures littéraires Ausiàs March, Joanot Martorell et Rois de Corella. Le Duc construisit des édifices comme le Palais Ducal, le Monastère de Sant Jeroni de Cotalba ou la rénovation de l’église de Santa Maria la Major.
- Les Borja, Valenciens internationaux

En 1485, le cardinal Roderic, (es : Rodrigo), futur pape Alexandre VI, acheta le Duché de Gandia pour son fils Pedro-Luis de Borja (es : Pedro Luis), premier duc de Gandia, la ville connut une époque de splendeur.
Après la mort prématurée de Pedro-Luis de Borja, son frère Jean (es : Juan) lui succéda . Pedro-Luis se maria avec María Enríquez et fut assassiné alors que son frère héritait et épousait sa femme Maria Enriquez, Jean fut à son tour assassiné et son fils Jean héritait mais était encore mineur. María gouverna donc le Duché pour Jean II de Gandie en tant que régente. Le quatrième duc, François Borgia (es : Francisco) de Borja lança la construction d’une seconde enceinte défensive, et d'une école qui devint très vite l’Université de Gandia. François entra alors dans la Compagnie de Jésus en 1550 et abdiqua en faveur de son fils Carles (es : Carlos) de Borja. Avec Carles et son épouse Magdalena de Centelles i Folch, sœur et héritière du comte d’Oliva, Gandia devint l’une des villes les plus florissantes et les plus puissantes de la Péninsule. C'est à partir de la dernière décennie du siècle, après que Francesc de Borja i Centelles eut succédé à son père, Carles de Borja, que l'on commence à ressentir les premiers symptômes d’une crise. Des finances malades, l’endettement de la noblesse, l’expulsion des Morisques, la décadence de la culture de la canne à sucre, due à l’arrivée du sucre américain, la peste, la criminalité et la seconde guerre des Germanies, sont autant de facteurs qui feront du XVIIe un siècle critique dans l’histoire de Gandia.
- Le XVIIIe siècle

Ce fut un siècle marqué par la guerre de Succession d'Espagne. Le royaume de Valence perdit ses Furs (es : Fueros, ensemble de lois spécifiques au royaume) après la bataille d’Almansa, en 1707. Les ducs de Gandia étaient depuis longtemps absents de leurs terres de la Safor, ce qui fut à l’origine d’une opposition contre la puissance seigneuriale. Au milieu du XVIIIe siècle, le onzième duc de Gandia, Lluís Ignasi (es : Luis Ignacio) de Borja, mourut à Madrid et le titre de duc de Gandia passa alors à ses parents les plus proches, d’abord aux Benavente, puis aux Osuna, qui conservèrent depuis ce titre.
- Le XIXe siècle

Après les Cortès (assemblée législative espagnole) de Cadix, en 1812, le régime féodal fut définitivement supprimé. Ainsi, tous les lieux appartenant aux Borja s’émancipèrent petit à petit de la tutelle seigneuriale. C'est en 1881 que démarra la démolition des murailles et que le premier journal de la ville (El Litoral) vit le jour.
En 1886, le port fut inauguré, et en 1893 ce fut au tour de la ligne de train Gandia-Alcoy. La culture de l’oranger commença à se développer grâce aux nouveaux moyens de transport.
- Le XXe siècle

Le commerce qui en découla constitua à l’époque moderne, avec des fluctuations dues au marché européen, la base de la vie économique de la ville, et malgré les différentes crises et la guerre civile, Gandia et la Safor réussirent à s'épanouir, grâce à la culture de l’orange et, à partir des années 1960, au tourisme.

## Démographie
Gandia comptait, en 2011, 78 704 habitants. On estime à 18,04 %, le pourcentage de la population issue de l'immigration.
| 6785 | 8723 | 10 026 | 11 635 | 12 676 | 14 009 | 19 975 | 20 100 | 20 340 | 36 342 | 48 494 | 52 000 | 59 123 | 71 429 | 78 704 |

Entre les recensements de 1960 et 1970, la mairie de Gandia a ajouté les communes de Beniopa et Benipeixcar, jusque-là indépendantes.

## Administration
Liste des maires, depuis les premières élections démocratiques.
| Législature | Nom du Maire              | Parti politique |
| ----------- | ------------------------- | --------------- |
| 1979-1983   | Juan Roman                | UCD             |
| 1983-1987   | Salvador Moragues         | PSPV-PSOE       |
| 1987-1991   | Salvador Moragues         | PSPV-PSOE       |
| 1991-1995   | Pepa Frau                 | PSPV-PSOE       |
| 1995-1999   | Pepa Frau                 | PSPV-PSOE       |
| 1999-2003   | Pepa Frau                 | PSPV-PSOE       |
| 2003-2011   | José Manuel Orengo Pastor | PSPV-PSOE       |
| 2011-2015   | Arturo Torró Chisvert     | PP              |
| 2015-2021   | Diana Morant              | PSPV-PSOE       |
| depuis 2021 | José Manuel Prieto        | PSPV-PSOE       |

## Économie
Jusqu'à la fin du XIXe siècle, Gandia développa la culture de la soie ainsi que les fruits secs. Mais la construction de la ligne de chemin de fer entre Gandia et Alcoi, et du port charbonnier en 1893, les poussa à se tourner vers la culture des orangers, culture aujourd’hui encore prédominante.
Elle est devenue depuis plusieurs années, une destination touristique très prisée, en raison de ses plages de qualité. Ce tourisme saisonnier est issu de l'intérieur de l'Espagne, en grande partie.

## Éducation
On trouve à Gandia des représentations de l'Université polytechnique de Valence et de l'Université de Valence, avec l'Université d'été. L'Université Nationale d'Éducation à Distance (Universidad nacional de Educación a Distancia, UNED) a également une représentation dans la ville.

## Circuits touristiques
- Entre Senill et Borró. Itinéraire des marais aux dunes. Ce parcours est long de 8,7 km, du premier au dernier arrêt. Ceux-ci sont distribués de la façon suivante. Si l'on part de Gandia, le trajet total est de 13,3 km.
- El Racó del Duc : ancienne voie ferrée, entre Alcoy et Gandia

El Racó del Duc (le coin du Duc), appelé aussi barranc de l’Infern (Ravin de l’Enfer), est la partie du fleuve Serpis qui coule entre les communes de Villalonga (Valence) et de l'Orxa (Alicante).
Le fleuve traverse un défilé délimité par les monts de la Safor (1 013 m s.n.m.) et de la Cuta (680 m s.n.m).
- La Drova-Barx. Route touristique de la Drova à Barx, passant par Marxuquera et l’Ermita. En suivant le Passeig de les Germanies (es : Paseo de Germanías) en direction de l’hôpital, on trouve des pancartes indiquant la route à suivre pour aller à Barx. Ce chemin conduit à Marxuquera et l’Ermita. Le dimanche se tient à l’Ermita une brocante.
- Sant Jeroni. Route écolo-touristique du Monastère de Sant Jeroni de Cotalba, accès : par la route départementale 320, en direction d’Albaida avant d’arriver à Ròtova. Le monastère de Sant Jeroni de Cotalba date du XIVe siècle. Il est actuellement est possible de visiter la plus grande partie du monument. C’est une propriété privée, acquise par la famille Trénor pendant le désamortissement (expropriation des terrains et des biens de l'Église).

## Ville ducale
- Palais ducal de Gandia

C’est l’un des monuments les plus emblématiques de Gandia ; il est situé dans la vieille enceinte qui entoure la ville médiévale. Il s’agit d’un bâtiment construit autour d’une grande cour centrale, d'où part un escalier en deux volées.
On remarquera surtout el Saló de Corones (le Salon des Couronnes), la Sala dels Carròs i Centelles, la Sala Daurada (La Salle Dorée), la céramique de Manises datant du XVIIIe siècle renvoyant aux quatre éléments et la cellule-oratoire du duc, François de Borgia.
- Ancienne Université

Celui qui allait devenir 'saint François Borgia' créa en 1549 une Université gérée par la Compagnie de Jésus. L’université comprenait : des cellules, un réfectoire, une infirmerie, des bureaux, des salles de classe, une académie et une église.
On y dispensa pendant plus de deux siècles un enseignement universitaire, jusqu'en 1767, année où les Jésuites furent expulsés d'Espagne par Charles III, roi d'Espagne. En 1806, les Frères des écoles pieuses prirent la succession des Jésuites, où ils sont restés jusqu’à aujourd’hui, assurant toujours des activités d’enseignement.
- Collégiale Sainte-Marie de Gandia

L’église de Santa Maria constitue un exemple de l’architecture gothique valencien des XIVe et XVe siècles. L’architecture est éminemment horizontale, de hauteur réduite, massive, offrant peu d'ouvertures sur l’extérieur, sobre et austère. L’unique nef, couverte par une voûte en ogives, comprend cinq travées des chapelles latérales entre les gros contreforts et un presbytère rectangulaire.
De plan rectangulaire, l’église présente à l’extérieur un volume compact. Elle a deux portes, l’une qui donne sur la Plaça de la Constitució, et l’autre dite porte des Apôtres. En 1499, le pape Alexandre VI lui concéda le titre de Col·legiata. En 1931, elle fut déclarée Monument Historique Artistique National. Incendiée pendant la guerre civile espagnole (l’on perdit, entre autres joyaux artistiques, le fameux Retable de Sant Leocadi i Forment), elle fut restaurée pendant les années 1940.
- Mairie

Elle fut édifiée en 1778, en opposition à l’ancien lieu de pouvoir, le Palais ducal. La façade fut pensée et construite dans le plus pur style néoclassique, correspondant au courant de l’époque. L’ensemble est terminé par une balustrade sur laquelle reposent quatre bustes en pierre, représentant les quatre vertus cardinales dont doivent faire preuve ceux qui gouvernent. Seule cette façade a été conservée lors de la reconstruction de l’édifice en 1982.
- Musée archéologique de Gandia (Hôpital de Sant March)

La création de l’hôpital de Gandia (à la fin du XIVe siècle) est attribuée au duc royal, Alfons el Vell. Il est conçu comme une institution sanitaire bénévole. Le changement le plus important eut lieu pendant la première moitié du XVIe siècle : la configuration structurale du bâtiment est fondamentalement restée la même jusqu’à aujourd’hui.
Un patio central donne accès à plusieurs dépendances situées tout autour de celui-ci. Les deux salles principales, celle des hommes et celle des femmes, sont réunies par une de leurs extrémités. On note plus particulièrement le toit et les arcs en ogive de la salle des hommes.
- Maison de la Culture (Marquis González de Quirós)

Elle est installée dans l’ancienne maison-palais des Vallier. À la fin du XIXe siècle, la famille Vallier, originaire des Alpes françaises, participait depuis déjà un siècle à la vie de Gandia. À l’époque de leur splendeur, les frères Jean-Baptiste et Louis Vallier décidèrent de construire une maison familiale à Gandia, au moment où la ville décida d’abattre ses murailles, vers 1881, et de s’étendre vers le sud.
En juin 1886, l’hebdomadaire El Litoral signale que les travaux du magnifique palais que construisent les Vallier avancent rapidement, sur l’avenue qui depuis peu s’appelle Les Germanies.
- Couvent Sainte-Claire de Gandia
- Monastère de Saint-Jérôme de Cotalba
- Route des Borgia
- Route des Monastères de Valence
- Route des classiques valenciens

## Port
Le port de Gandia est également appelé Grau de Gandia (Grau de Gandia en valencien, Grao de Gandía en castillan). Il comptait 3613 habitants en 1970 et a pris une importance majeure en raison de l'activité touristique. Celle-ci a amené la construction du Grau Nou (Nouveau Grau), au nord du port, zone résidentielle qui rejoint le secteur de la plage.
Le port est situé entre l'embouchure du Serpis, ou riu d'Alcoi, et celle du Sant Nicolau, ce port est l'un des plus importants du Pays valencien pour ce qui est des exportations de produits agricoles. La pêche, activité traditionnelle du Grau, est restée très vivante. C'est au Grau que fut créée la fideuà, aujourd'hui fort renommée dans tout le Pays valencien et ailleurs. La plage du Grau, depuis toujours un lieu de villégiature des habitants de Gandia, attire aujourd'hui des vacanciers de toute l'Europe.
Les monuments historiques notables sont l’Alqueria del Duc (Ferme du Duc), située entre Gandia et son port. Elle a été décrétée d'Intérêt Historico-Artistique. Il s'agit d'un édifice rural fortifié, exemple typique d'une ferme seigneuriale de structure rectangulaire avec une cour intérieure et des éléments défensifs. Ses parties les plus anciennes remontent à la fin du XIVe siècle. Tombée en ruine, elle a été restaurée en 1981. Tout au long de son histoire, elle a appartenu à divers propriétaires, depuis Alphonse de Borja de la Compagnie de Jésus jusqu'à la duchesse Marguerite d'Autriche.
L'Université polytechnique de Gandia est construite durant les années 1992-1993 situé sur le Grau l'Université Polytechnique de Gandia. Héritière de l'Université créée par saint François de Borja. Ses domaines d'enseignement et de recherches sont les télécommunications, le commerce, la gestion, le tourisme, les transports, etc.

## Gastronomie
Les odeurs, les saveurs et les matières premières de la cuisine de Gandia et de la Safor s’inscrivent dans les traditions culinaires du reste de la Méditerranée.
Les habitants de la Safor sont de grands consommateurs de riz : riz au bouillon, riz sec (cuit au four), riz cuisiné dans la paella. Les ingrédients peuvent être très variés et les recettes à base de riz sont très nombreuses.
La paella, ustensile, est également utilisée pour préparer la fideuà, dans laquelle le riz a été remplacé par les vermicelles (qui se cuisinent avec du poisson et des fruits de mer), et qui est considérée une spécialité de Gandia, puisqu'elle a été créée par les pêcheurs du Grau de Gandia.

## Fêtes
- Les Falles : du 16 au 19 mars, en l’honneur de saint Joseph (San José), se déroulent lesFalles. Les Falles sont déclarées d’intérêt touristique national. Cette fête réunit à Gandia environ 4 000 falleros et falleras appartenant aux vingt commissions établies dans les différents quartiers de la ville et au Grau. Ces personnes travaillent toute une année pour obtenir les récompenses correspondantes, en organisant et en participant à diverses activités. Vingt sculptures monumentales de différentes catégories, chacune accompagnée de monument junior, sont dressées à Gandia et finissent en cendres dans la nuit du 19 mars avec la Cremà. La fête se déroule dans la rue et c’est pour cela que les Falles sont un authentique carnaval à la valencienne.
- La Fira i Festes et les fêtes de quartier. Ces festivités se célèbrent à Gandia, en l’honneur de Sant Francesc de Borja, de septembre au début d'octobre. Elles commencent avec le Tio de la Porra, comparse qui critique l’équipe municipale elle-même. Les réjouissances et les activités de cette période sont programmées pour tous les habitants et les visiteurs, pour tous les goûts et les âges. La Fira est fêtée à Gandia depuis l’an 1310.
- Setmana Santa-Corpus Dei. Immédiatement après les Falles, on célèbre la Semaine Sainte (entre mars et avril, selon les années), qui est aussi déclarée d’intérêt touristique national. Corpus (mai-juin) : procession du Saint-Sacrement, précédée par des danses issues de la tradition médiévale[5].
- L’été. Fêtes dans les différents quartiers de Gandia et dans la plupart des autres villages de la Safor, avec des défilés de moros i cristians, des verbenes, des fanfares, cordades et des feux d’artifice.
- La nit de Sant Joan (La nuit de la Saint-Jean) : célébration ancestrale de la frange méditerranéenne. Rituel du culte du feu et de l’eau, la nuit de la Saint-Jean, se fête le 23 juin. La tradition consiste à se rassembler autour d’un feu et, après minuit, à se tremper les pieds dans la mer.
- Vierge du Carmel, du 14 au 16 juillet au Grau, les marins célèbrent leur Vierge le 16 juillet. Cette fête, ainsi que celle organisée à Grau pour célébrer la Mare de Déu Blanqueta constituent des journées festives dans le plus pur style méditerranéen. Un point fort est la procession en bateau de la statue de la Vierge du Carmel (Mare de Déu del Carme).
- Noël. Plusieurs concours de crèches et de cantiques de Noël ont lieu à cette époque de l’année. Le Cant de la Sibil·la. À Noël, dans la nuit du 24 décembre, dans l’ermitage de Sainte-Anne. La Sibil·la est un rituel prophétique d’origine grecque incorporé à la tradition chrétienne, qui est toujours interprété par une voix d'enfant. Depuis la conquête des terres valenciennes par le roi Jaume Ier, la Sibil·la constitue un trait d’union propre à l’aire linguistique et culturelle initiée par ce roi.
- Fête des rois mages d’Orient : après-midi et nuit du 5 janvier, avec la remise des cadeaux et des jouets pour les enfants. Dans la Safor, cette tradition résiste toujours à l’influence des autres cultures comme saint Nicolas ou le Père Noël, et l'on organise des cavalcades.

## Jumelages
- France, Laval
- Tchad, Bongor

## Personnalités
- Francesc Candela (1937-2012), avocat et militant nationaliste[6],[7]
- Erika Sanz, née à Gandia le 15 juillet 1980, actrice et danseuse
- Maria Dolors García Ramón, géographe et universitaire, née à Gandia

### Sources
- (es) Varaciones de los municipios de España desde 1842, Ministerio de administraciones públicas, octobre 2008, 364 p. (lire en ligne) [PDF]